# 畢卓

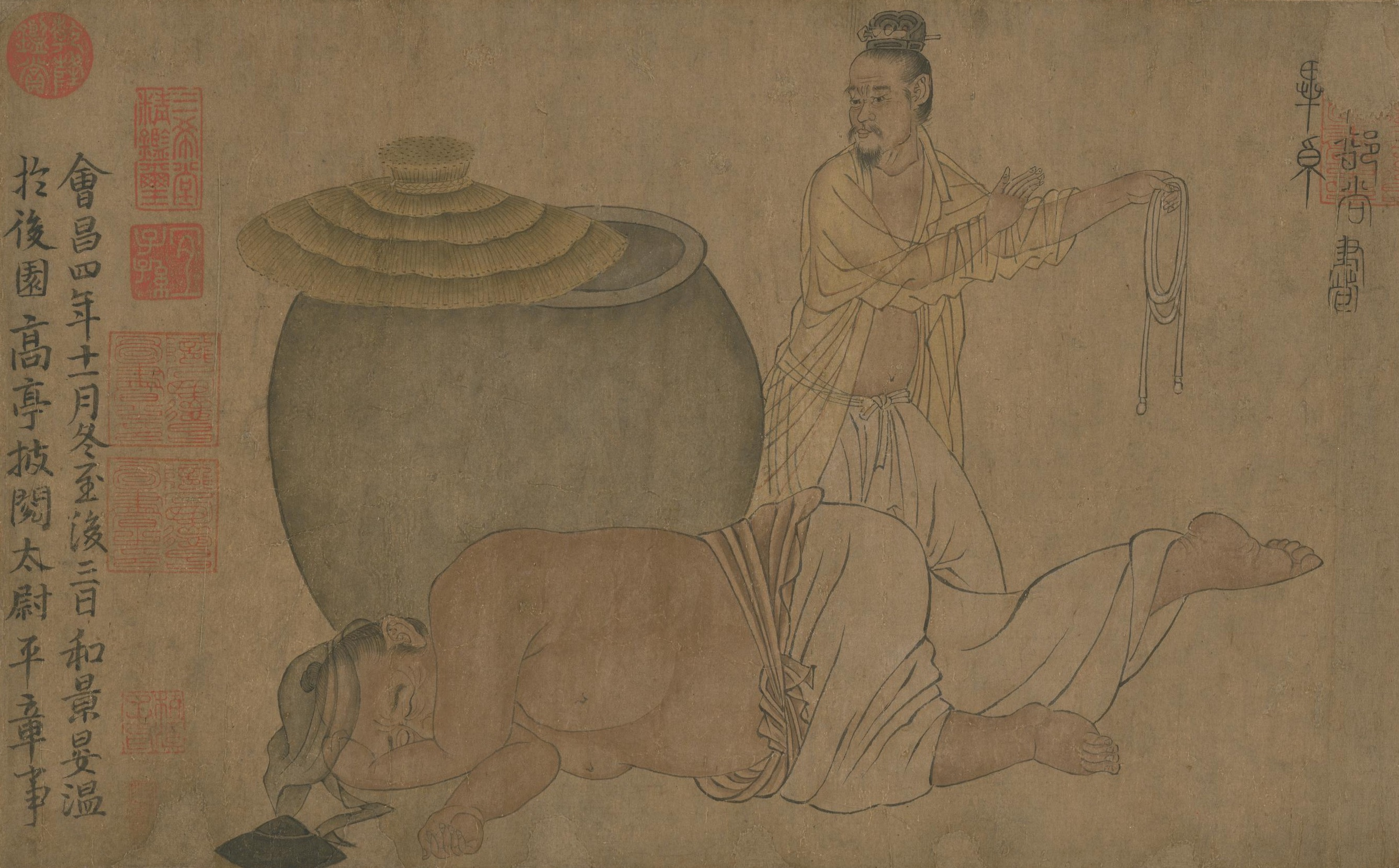
毕卓盗酒酣醉图（唐陆曜《六逸图卷》局部）

畢卓（?—?），字茂世，晉朝汝南新蔡人。
豪放任性，好喝酒，不拘小節，與胡母輔之、阮放、阮孚、謝鯤、羊曼、光逸、桓彝結為好友，散髮露体，閉室酣飲，時稱八達。曾為溫嶠所賞，任平南長史。《世說新語·任誕篇》載畢茂世：「一手持蟹螯，一手持酒杯，拍浮酒池中，便足了一生！」晉元帝太興末年為吏部郎，因飲酒而廢職。

## 延伸阅读
[在维基数据编辑]
 《晉書·卷049》，出自房玄齡《晉書》